# Джон Брейн
Джон Джерард Брейн (на английски: John Braine) е британски писател (романист).
Автор е на 12-на книги, той е известен днес най-вече с романа си „Път към висшето общество“ (Room at the top, 1957), филмиран през 1959 г.
Брейн е сред така наречените сърдити млади хора в английската литература.

## Произведения

### Романи
- Room at the Top (1957)
- The Vodi (1959)
- Life at the Top (1962)
- The Jealous God (1964)
- The Crying Game (1968)
- Stay With Me Till Morning (1970)
- The Queen Of A Distant Country (1972)
- The Pious Agent (1975)
- Waiting for Sheila (1976)
- One And Last Love (1981)
- The Two Of Us (1984)
- These Golden Days (1985)

### Есеистика и биографии
- Writing a Novel (1974)
- J. B. Priestley (1978)

### В превод на български
- Път към висшето общество. Превод от английски Цветан Стоянов, Александър Хрусанов), Пловдив: Христо Г. Данов, 1964, 220 с. (3. изд. Сиела, 2014, 256 с.)
- Живот във висшето общество. Превод от английски Цветан Стоянов, Александър Хрусанов), Пловдив: Христо Г. Данов, 1965, 220 с. (2. изд. 1980, 4. изд. Сиела, 2014, 260 с.)
- Път към висшето общество. Живот във висшето общество. Превод от английски Цветан Стоянов, Александър Хрусанов), Пловдив: Христо Г. Данов, 1989, 484 с.
- Остани с мен до сутринта. В очакване на Шийла. Превод от английски Б. Джанабетска, А. Миндова. София: Зебра 2001, 1994, 448 с.
- Кралицата на една далечна страна. Превод от английски Л. Михайлова. София: Зебра 2001, 1995, 238 с.